# Collège de Hubant
Le collège de Hubant, aussi appelé collège Ave Maria (nom latin : collegium Marianum, de Hubanto) est un collège de l'ancienne université de Paris.

## Histoire

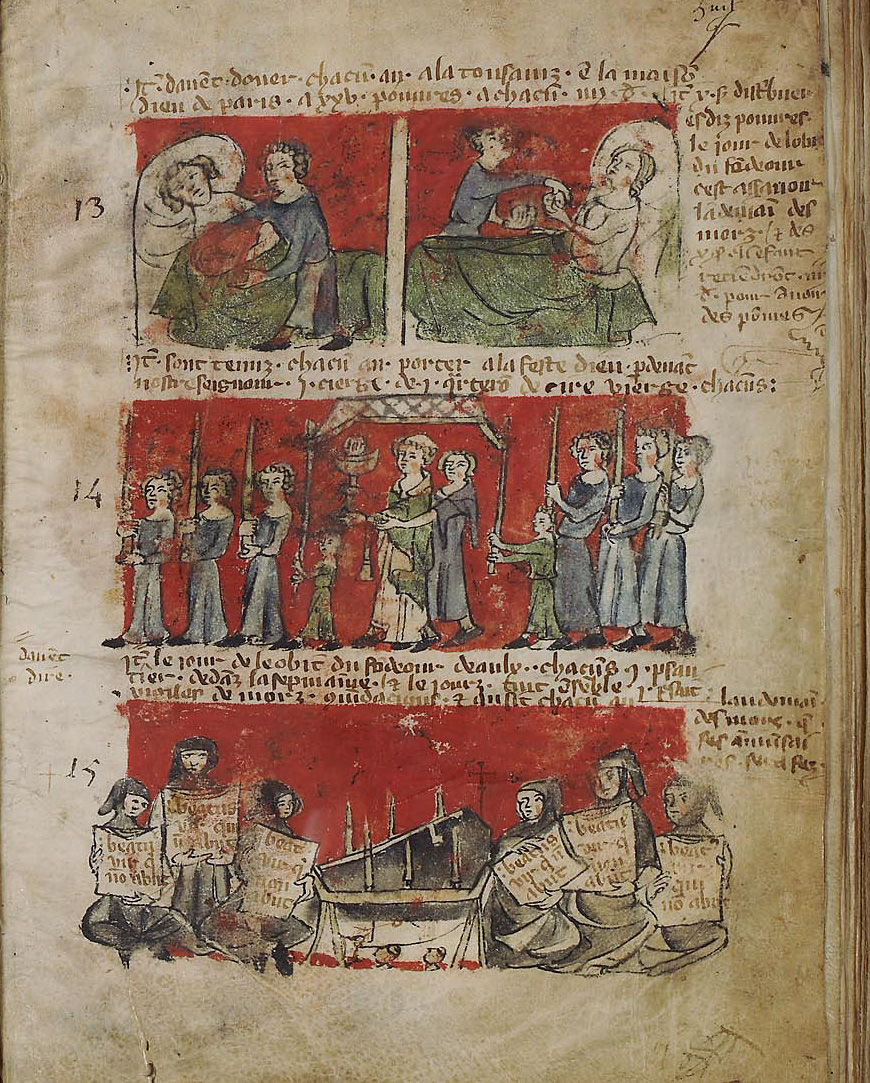
Livre des statuts du collège de Hubant. Paris, Archives nationales, AE-II-408.

Le collège de Hubant est fondé par Jean de Hubant, clerc originaire du Nivernais, chanoine de Rouen, entre 1327 et 1346. Tout au long du processus de fondation du collège, Jean de Hubant procède ainsi à l'acquisition de plusieurs maisons rue de la Montagne-Sainte-Geneviève, dans le voisinage de l'abbaye de Sainte-Geneviève. L'année généralement retenue pour acter la création du collège de Hubant est l'année 1339, qui correspond à l'institution des boursiers. Jean de Hubant meurt en 1349.
Le collège a vocation à accueillir six boursiers originaires de Hubant ou de ses environs, en Nivernais. Les écoliers doivent suivre des obligations liturgiques. Quant à leur instruction, les collections placées dans la bibliothèque lors de sa fondation font état de livres de grammaire, de logique et d'arithmétique.
Jean de Hubant était par ailleurs très attaché à la piété mariale, ainsi qu'en témoigne le nom d'usage du collège (Ave Maria), inscrit sur la façade du collège, et sous lequel figure une Sainte Vierge.
De nouveaux statuts sont attribués au collège en 1386, notamment concernant sa gestion financière.
Le collège connaît par la suite une période de déclin continu. Ainsi, au XVIIe siècle, le nombre de boursiers tombe à quatre, puis deux.
Après une tentative de rénovation des bâtiments au XVIIIe siècle, et en dépit de moyens financiers réduits, le collège finira par accumuler des dettes colossales, qui perdureront après sa fusion avec le collège Louis-le-Grand, en 1767. Les bâtiments sont vendus comme propriété de l'État, en 1810.